# バインバオ
バインバオ（ベトナム語：Bánh bao）とは、酵母を加えて水でこねた小麦粉の皮にひき肉・臘腸・タマネギ・ゆで卵（アヒルかウズラ）・キノコ・野菜類を餡として包み、蒸して調理するベトナム料理である。バインバオは漢語の「餅包」の音訳で、広東料理の包子が元になっている。ベトナムでは軽食として一般的に食べられており、街角で売られていることも多い。